# Acropora loisetteae
Acropora loisetteae е вид корал от семейство Acroporidae. Видът е световно застрашен, със статут Уязвим.

## Разпространение
Разпространен е в Австралия, Индия, Индонезия, Малайзия, Маршалови острови, Мианмар, Сингапур, Тайланд и Филипини.

## Описание
Популацията им е намаляваща.